# Les Aventures extraordinaires d'Adèle Blanc-Sec (película)
Les Aventures extraordinaires d'Adèle Blanc-Sec (Las extraordinarias aventuras de Adèle Blanc-Sec o Las momias del faraón en Hispanoamérica; Adèle y el misterio de la momia en España) es una película de aventuras y fantasía francesa de 2010 escrita y dirigida por Luc Besson. Se basa libremente en la serie de cómics del mismo nombre de Jacques Tardi, y al igual que el cómic, sigue a la periodista y escritora del mismo nombre y a una serie de personajes recurrentes en una sucesión de incidentes inverosímiles en los años 1910 en París. Este episodio gira en torno a la parapsicología y la avanzada tecnología del Antiguo Egipto, en tono de pastiche y ficción especulativa. La película, mayoritariamente de imagen real y filmada en Super 35, incorpora el uso de la animación por ordenador.

## Trama
La película incorpora personajes y acontecimientos de varios de los álbumes —en particular el primero, Adèle and the Beast, publicado por primera vez en 1976, y el cuarto, Mummies on Parade, publicado en 1978—, dentro de una trama general urdida por Besson y tiene lugar principalmente en París, Francia, alrededor de 1912.
Mientras experimenta con las técnicas telepáticas que ha estado investigando, el profesor Espérandieu empolla el huevo de una hembra de pterosaurio de hace 136 millones de años en la Galerie de Paléontologie et d'Anatomie comparée, de lo que resulta la huida de allí del animal y tras un accidente causa la muerte de un ex prefecto, el cual compartía taxi con una corista del espectáculo del Moulin Rouge.
Choupard, que en aquel momento estaba borracho, fue el único que lo presenció pero después observa una sucesión de avistamientos confirmados de la criatura. El Presidente de Francia ordena que el caso sea considerado como un asunto de la máxima urgencia por la policía nacional, y que sea el torpe inspector Léonce Caponi quien se haga cargo de él.
Adèle Blanc-Sec, una periodista y escritora de viajes de gran fama, se ve envuelta en el caso después de regresar de Egipto, donde estaba buscando al médico momificado de Ramsés II, Patmosis. Adèle quiere revivir a la momia con la ayuda del profesor Espérandieu porque así el médico egipcio con sus conocimientos podrá salvar a su hermana Agathe, quien se encuentra en estado de coma tras un incidente desafortunado sufrido jugando al tenis cuando resbaló y cayó sobre un alfiler.
Tras una breve lucha con su némesis, el misterioso profesor Dieuleveult, Adèle se hace con la momia y vuelve a casa con ella. Su misión se complica todavía más porque Espérandieu se encuentra en el corredor de la muerte tras haber sido culpado de los ataques del pterosaurio, porque el inspector Caponi y el célebre "gran cazador" Justin de Saint-Hubert no han tenido ningún éxito en sus intentos de capturar y abatir a la bestia.
Adèle, tras varios intentos de liberar a Espérandieu de la cárcel, consigue evitar que sea ejecutado con la ayuda del pterosaurio y llegan juntos al Jardín Botánico, donde Saint-Hubert hiere al animal y a la vez a Espérandieu, que sufre la herida de la criatura tan ligada a él en sus propias carnes.
Tras llegar a casa de Adèle junto con Espérandieu herido, la momia termina siendo vivificada por el aún moribundo profesor, pero resulta no ser el médico sino el físico del Faraón («Yo soy un físico nuclear. Me ocupo de cifras, signos y ecuaciones», dice), y no se encuentra capacitado para ayudar a su hermana mediante la medicina.
Aun así la momia acompaña a Adèle al Museo del Louvre, para visitar al resto de la corte del Faraón que están allí en exhibición momificados, incluyendo al Faraón mismo, con el fin de buscar al médico, ya que todos ya han sido también vivificados anteriormente por Espérandieu en casa de Adèle.
Tras hablar con el Faraón, éste accede a que su médico use allí sus técnicas antiguas para curar a Agathe, la cual se repone de su enfermedad. Entonces el Faraón decide que quiere ir a ver París, por lo que toda la corte se pasea en la noche, asustando una vez más al siempre desafortunado Choupard.
Adèle decide tomarse unas vacaciones para relajarse. La escena final la muestra subiendo a un transatlántico, siendo molestada por unos niños bulliciosos. Entonces aparece el profesor Dieuleveult, viendo como zarpa la nave, cuyo nombre es revelado como el Titanic.

## Reparto
- Louise Bourgoin como Adèle Blanc-Sec.
- Mathieu Amalric como Dieuleveult.
- Gilles Lellouche como el inspector Albert Caponi.
- Jean-Paul Rouve como Justin de Saint-Hubert.
- Jacky Nercessian como el profesor Espérandieu.
- Philippe Nahon como el profesor Ménard.
- Nicolas Giraud como Andrej Zborowski.[7]
- Laure de Clermont-Tonnerre (Laure de Clermont) como Agathe Blanc-Sec.[8][9]

## Recepción
Los comentarios fueron positivos. Rotten Tomatoes le dio una calificación del 80%, basándose en los comentarios de 20 críticos.
La revista Variety calificó la película de una «pulcra adaptación del cómic» y elogió la interpretación de Louise Bourgoin como la heroína principal. Aun así la crítica se quejaba de que la obra de Besson era desigual, y sugería que le iría bien contar con nuevos colaboradores y hacer algunos recortes en el tercer tramo de la acción. Angie Errigo de Empire le dio 4 estrellas, proclamando que «Besson ha vuelto»[cita requerida]. Matthew Turner de ViewLondon fue más positivo, dándole 5 estrellas y calificándola de «impresionantemente dirigida y muy bien diseñada, esto es un revolcón de acción y aventura muy entretenida y con un guion ingenioso, grandes efectos especiales y una actuación central terrorífica de Louis Bourgoin».[cita requerida]
Vendió 1,8 millones de entradas en China.

## Home Media
Shout! Factory anunció que la película sería lanzada en Blu-ray y DVD en agosto de 2013. Una versión sin editar incluida en Blu-ray sería publicada en octubre.